# Mathieu Bord
Mathieu Bord est un joueur français de volley-ball né le 15 mai 1990. Il mesure 1,80 m et joue Libéro. 

## Clubs
| Club           | Pays   | De        | À |
| -------------- | ------ | --------- | - |
| Montpellier UC | France | 2004-2005 | … |

## Palmarès
- Coupe de France des moins de 21 ans (1)
  - Finaliste : 2010

- Coupe de France des moins de 17 ans (2)
  - Champion : 2006

- Coupe de France de beach volley-ball des moins de 17 ans (3)
  - Champion : 2006